# غونزالو فيفاس
غونزالو فيفاس (بالإسبانية: Gonzalo Vivas)‏ هو لاعب كرة قدم أرجنتيني في مركز الوسط، ولد في 16 فبراير 1993 في سان خوستو في الأرجنتين. لعب مع نويفا شيكاجو.

## وصلات خارجية
- غونزالو فيفاس على موقع قاعدة بيانات كرة القدم.إي يو (الإنجليزية)
- غونزالو فيفاس على موقع Soccerway.com (الإنجليزية)